# Wysoka (gromada w powiecie wyrzyskim)
Wysoka – dawna gromada, czyli najmniejsza jednostka podziału terytorialnego Polskiej Rzeczypospolitej Ludowej w latach 1954–1972.
Gromady, z gromadzkimi radami narodowymi (GRN) jako organami władzy najniższego stopnia na wsi, funkcjonowały od reformy reorganizującej administrację wiejską przeprowadzonej jesienią 1954 do momentu ich zniesienia z dniem 1 stycznia 1973, tym samym wypierając organizację gminną w latach 1954–1972.
Gromadę Wysoka z siedzibą GRN w mieście Wysoka (nie wchodzącym w jej skład) utworzono – jako jedną z 8759 gromad na obszarze Polski – w powiecie wyrzyskim w woj. bydgoskim, na mocy uchwały nr 24/18 WRN w Bydgoszczy z dnia 5 października 1954. W skład jednostki weszły obszary dotychczasowych gromad Wysoka Wielka, Wysoka Mała, Wysoczka, Bądecz i Jeziorki Kosztowskie ze zniesionej gminy Wysoka w tymże powiecie. Dla gromady ustalono 23 członków gromadzkiej rady narodowej.
31 grudnia 1961 do gromady Wysoka włączono obszary zniesionych gromad Czajcze i Rudna w tymże powiecie.
1 stycznia 1969 do gromady Wysoka włączono grunty rolne o powierzchni ogólnej 550,38 ha z miasta Wysoka w tymże powiecie.
Gromada przetrwała do końca 1972 roku, czyli do kolejnej reformy gminnej. 1 stycznia 1973 w powiecie wyrzyskim reaktywowano gminę Wysoka (od 1999 gmina Wysoka znajduje się w powiecie pilskim w woj. wielkopolskim).